# Farmakokinetik

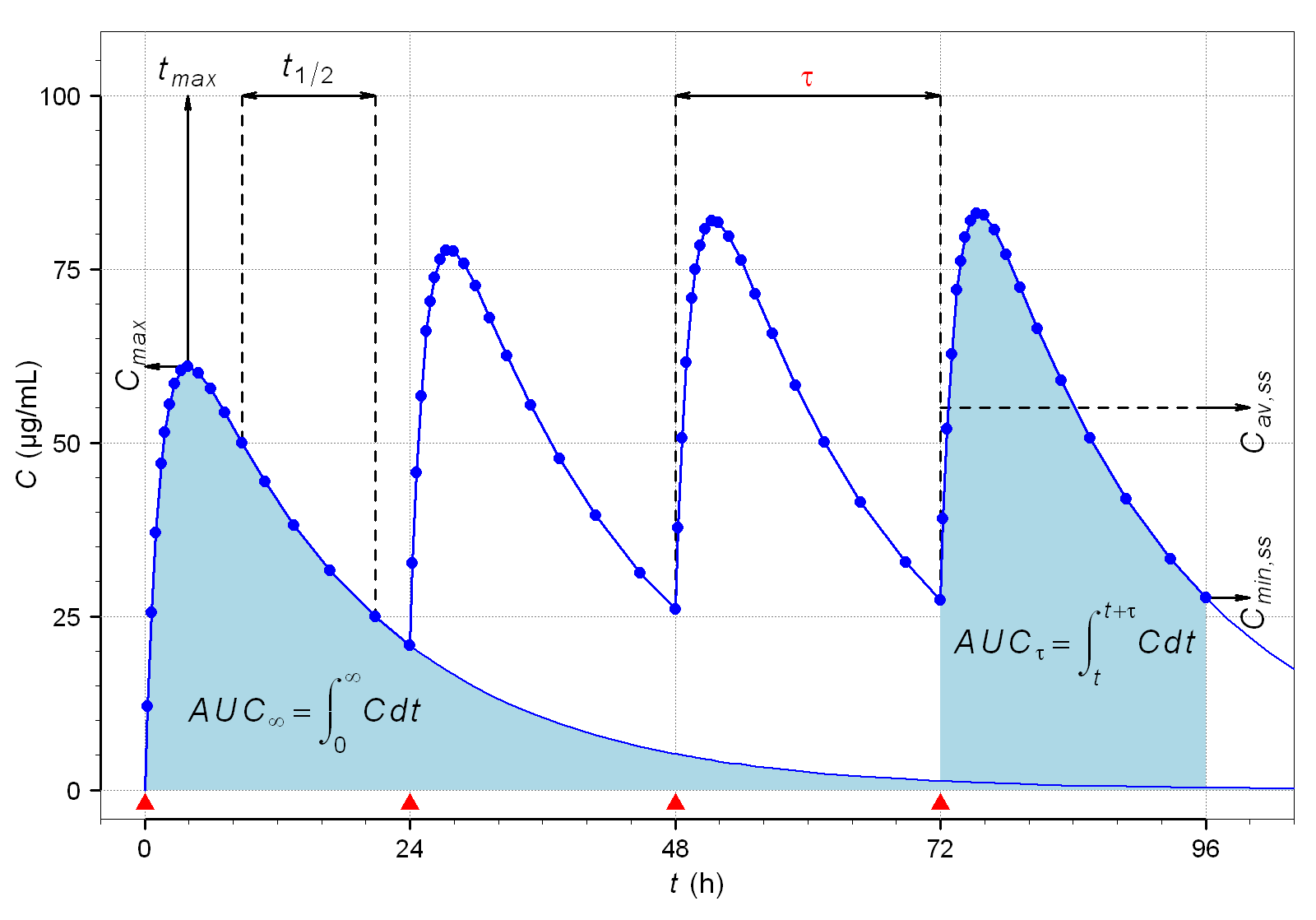
En graf som visar ett typiskt tidsförlopp för läkemedlets plasmakoncentration under 96 timmar, med oral administrering var 24:e timme. Utseendet på grafen påverkas av alla 4 aspekter av farmakokinetik: absorption, distribution, metabolism och exkretion.

Farmakokinetik är läran om läkemedels omsättning i kroppen, det vill säga om hur halterna av ett läkemedel i kroppen förändras genom absorption, distribution (fördelning), metabolism och exkretion. De som är experter på farmakokinetik kallas farmakokinetiker. Farmakokinetiker är mestadels disputerade forskare med varierande bakgrund så som apotekare, ingenjörer och läkare. Dock utgör disputerade apotekare den största enskilda gruppen farmakokinetiker.

## ADME
Farmakokinetik delas ibland upp med hjälp av akronymen ADME:
- Absorption – är den process där en substans upptas i blodcirkulationen. Absorption kan ske genom hud, lungorna, sublingualt eller bukalt. Framförallt är dock absorption associerat med mag- och tarmkanalen via den orala administreringsvägen.
- Distribution – är en reversibel fördelning av en substans ofta inom kroppens vävnader men även reversibel kemisk transformation räknas som distribution.
- Metabolism – irreversibel transformation av substans till en separat kemisk entitet
- Exkretion – utsöndring av substans från kroppen.

Elimination är ett resultat av metabolism och exkretion.

## Metaboliserande organ
Det största metaboliserande organet i kroppen är levern. Det som avgör leverns kapacitet är en kombination av blodflödet och läkemedels bindningsgrad (fu) och leverenzymernas maximala nedbrytningsförmåga för det specifika läkemedlet. Under en timme passerar 90 liter blod genom levern, stora delar av detta kommer från tarmen där näringsämnen och läkemedel har absorberats. Via portvenen förs blodet från tarmen till leverns sinusoider. Sinusoiderna är små sexkantiga enheter som blodet passerar igenom, under denna passage kommer xenobiotika att metaboliseras. Anledningen till metaboliseringen är att xenobiotikan ska göras mer vattenlöslig (hydrofil) för att lättare kunna utsöndras via njurarna, samt att oskadliggöra gifter.

## Administrering
Läkemedel kan administreras oralt eller parenteralt, och detta ger olika utseende på sambandet mellan koncentration läkemedel och tid. Vid en intravenös behandling nås den högsta koncentrationen direkt. Vid oral administrering däremot blir det en fördröjning eftersom läkemedlet först måste passera mag-tarmkanalen innan det absorberas.

## Absorption
Absorptionen avgörs av Lipinskis fem-regel (rule of five). Läkemedlet absorberas bäst då det är i oladdad form, eftersom de flesta läkemedel är svaga baser, så de är laddade i magen som har pH 2 och oladdade i tunntarmen som har ett pH runt 7,4. Absorptionen är också bättre i tunntarmen eftersom den har en mycket stor yta då den är väldigt veckad, med utskott som kallas för mikrovilli.

## Formler
Clearance är ett mått på hur mycket läkemedel som kommer att brytas ned under en viss tid. Skulle clearance följa första ordningens kinetik får man nedanstående formel efter integration.  
{\displaystyle C_{T}=C_{0}\;e^{(-kT)}}
där CT = koncentrationen efter tiden T, C0 = initialkoncentrationen, k = eliminationskonstant och T = tiden
Distributionsvolym anger hur stor volym som läkemedlet kan lösas i. Två faktorer som påverkar distributionsvolymen är hur stor mängd av läkemedlet som binder till proteiner i blodet och hur stor del som kommer att fördela sig i vävnader utanför de organ som är väl genomblödda. Ett exempel på en sådan vävnad är fettvävnad. Det är bara det obundna läkemedlet som har en klinisk effekt. Likadant är det med den delen av läkemedlet i fettvävnaden, det saknar också klinisk effekt. Hög proteinbindningsgrad eller högfördelning i fettvävnad ger en större distributionsvolym.     
{\displaystyle distributionsvolym(V_{d})=dos(injicerad)/koncentration\;i\;plasma}
Halveringstiden är den tid det tar för halva läkemedelsdosen att brytas ned.
{\displaystyle t_{1/2}=\ln 2\;/k}
där k är en hastighetskonstant

## Farmakokinetik hos äldre personer
Farmakokinetik är särskilt viktigt vid behandling av äldre personer. Detta beror på att leverkapaciteten minskar men framför allt på njurens kapacitet. Det finns flera olika sätt att beräkna njurkapaciteten (njurclearance). Vanligt är att man mäter kreatinin som bildas vid nedbrytning av kreatin. Det beror på att huvuddelen av kreatininet utsöndras via filtration i glomerulus. Det som passerar filtret fortsätter vidare i nefronet (den minsta enheten i njuren), där urinen koncentreras för att sedan utsöndras. 
{\displaystyle clearance\;mL/min=(140-a)x\;vikt(kg)/72\;x\;serum(kreatinin\;mg/dL)}
där a = åldern

## Utbildning
Forskarutbildning inom farmakokinetik bedrivs vid ett flertal universitet i världen. De mest renommerade är universiteten i: Buffalo, Florida, Göteborg, Leiden, Otago, San Francisco, Tokyo, Uppsala, Washington, Manchester och Universitetet i Sheffield. 